# منبه أمبر

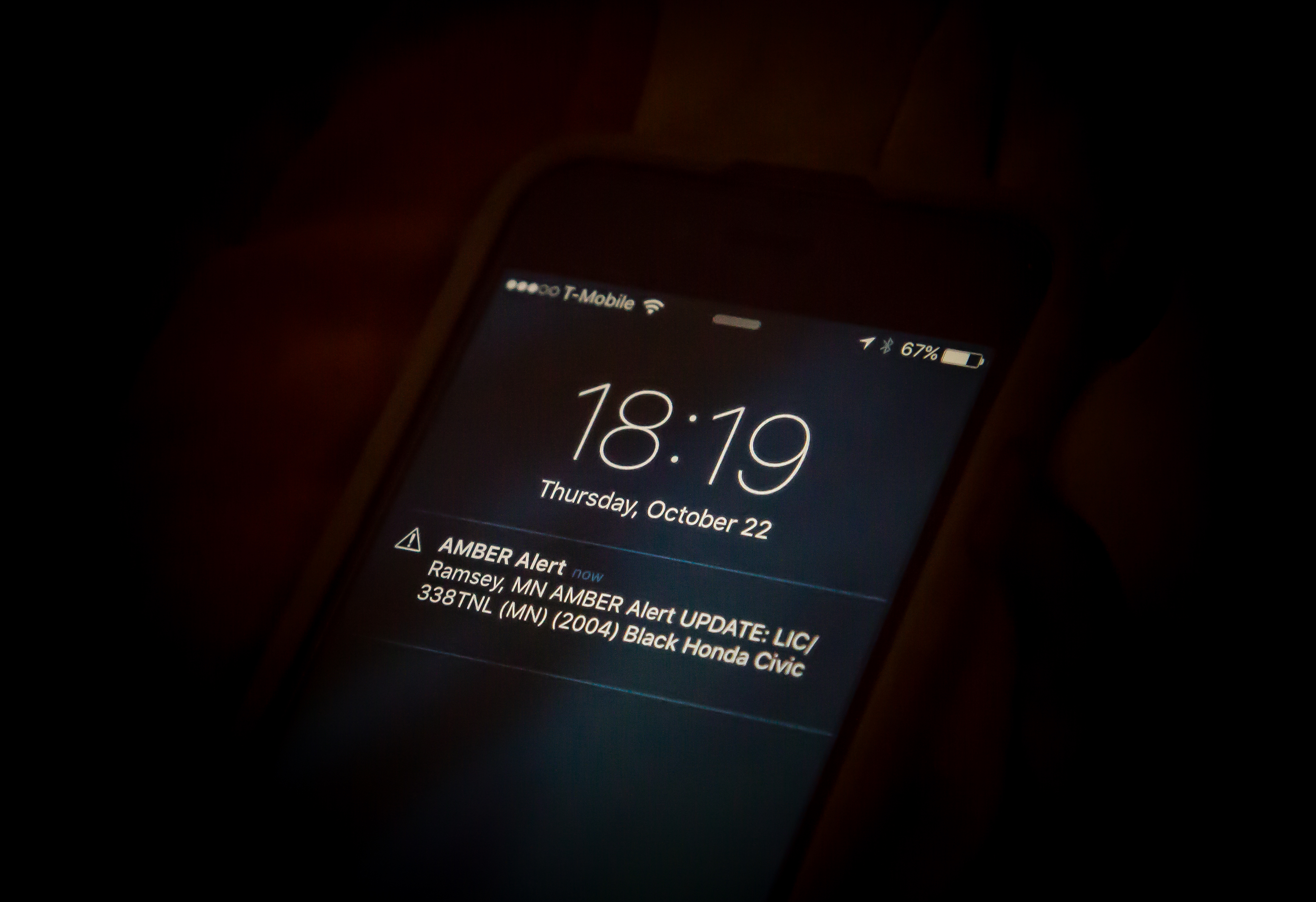

«منبه أمبر» أو «طوارئ اختطاف الأطفال» يعد نظام تنبيه لاختطاف الاطفال. وقد ابتكر في الولايات المتحدة الأمريكية في 1996.
(AMBER is officially a contrived acronym for America's Missing: Broadcast Emergency Response)
أمبر هو اختصار تم ابتكاره لمفقودي أمريكا: إذاعة الاستجابة للحالات الطارئة.
ولكن كان قد تم تسميته بعد «أمبر هيجرمان»، طفلة في التاسعة من عمرها بعد أن تم اختطافها وقتلها في آرلينتون، تكساس في عام 1996. استُخدم في السابق أسماء تنبيه إقليمية بديلة في ولاية جورجيا «مكالمة ليفز» في ذكرى ليفز فرادي، وفي هاواي «تنبيه مالي أمبر» في ذكرى مالي جيلبيرت، وفي أركانساس «تنبيه مورجان نيك أمبر» في ذكرى مورجان نيك.
في الولايات المتحدة يتم توزيع «منبهات أمبر» بواسطة محطات إذاعية إعلانية وراديو الإنترنت وراديو الأقمار الصناعية ومحطات التلفاز وكابل التلفاز عن طريق نظام تنبيه الطوارئ وراديو نوا للأحوال الجوية (حيث يسموا «طوارئ خطف الأطفال» و «منبهات أمبر»)
و يتم نشر هذه التنبيهات عن طريق البريد الإلكتروني ولوحات حالة المرور الإلكترونية واللوحات الإعلانية الإلكترونية أو عبر الرسائل النصية للهاتف المحمول. وقد تم التعاون فيما بين منبه أمبر وكل من جوجل وبينج وفيسبوك وذلك لنشر المعلومات المتعلقة بهذا المنبه لمجتمع تعداده في ازدياد.
وتظهر التحذيرات بطريقة أتوماتيكية في حالة إذا ما بحث أو استخدم المواطنون خرائط جوجل أو بينج. أما بالنسبة لمنبه جوجل للطفل (أيضًا يدعى منبه جوجل أمبر في بعض الدول) يرى المواطنون تحذير أمبر إذا ما بحثوا على معلومات متعلقة بموقع تم اختطاف طفل فيه وتم إصدار إنذار أمبر. ويعد ذلك من أحد عناصر تنبيه أمبر المعمول به حاليًا في الولايات المتحدة الأمريكية (ويوجد أيضا تطورات في أوروبا). وعلى المهتمين بالاشتراك لتلقي رسائل أمبر في منطقتهم زيارة تنبيهات أمبر اللاسلكية المقدمة بموجب القانون كرسائل مجانية. وفي بعض الولايات يتم استخدام لوحات الدرجات أمام محطات اليانصيب.
و يتم الإعلان عن تنبيه أمبر عن طريق أقسام الشرطة (في كثير من الحالات بوليس الولاية أو دوريات الطرق السريعة) التي تحقق في كل حالة اختطاف. وعادة ما تكون النشرة العامة لهذا المنبه محتوية على اسم ووصف المخطوف ووصف الخاطف المحتمل ووصف ورقم لوحة الترخيص لمركبة الخاطف إن كانت متاحة.